# Руски и съветски паметници в България
България се отличава с множество паметници, посветени на Русия.
Най-многобройни са посветените на освободителната за страната Руско-турската война от 1877 – 1878 г. – над 500 паметника в 27 административно-териториални области.
Паметниците по области:

## Селища в България, наречени на руснаци и на руски военни части
Днес 35 населени места в България носят имена на руснаци или на руски военни части. Това са:
- град Аксаково (Варненска област) – в чест на публициста Иван Аксаков (1823 – 1886)
- села Александрово (Бургаска област), Александрово (Великотърновска област), Александрово (Ловешка област), Александрово (Старозагорска област), Александрово (Търговищка област), Александрово (Хасковска област), Александрово (Шуменска област) и Александрово (Ямболска област) – в чест на руския император Александър II (Цар Освободител)
- село Белокопитово (област Шумен) – в чест на генерал Сергей Белокопитов
- село Братушково (Софийска област) – в чест на руските воини, които българите наричали „братушки“ (думата на български и до днес е синоним на „руснаци“)[1]
- село Горталово (Плевенска област) – в чест на майор Фьодор Горталов
- град Гурково (Старозагорска област), села Гурково (Добричка област), Гурково (Софийска област) и Гурково (сега квартал на град Дунавци, Видинска област) – в чест на генерал Йосиф Гурко
- село Дибич (област Шумен) – в чест на генерал Иван Дибич-Забалкански
- село Драгомирово (област Велико Търново) и село Драгомирово (област Перник) – в чест на генерал Михаил Драгомиров
- село Зараево (област Търговище) – в чест на 140-и пехотен Зарайски полк, който води тежки боеве за освобождаване на селото, на 18 юли 1877 г
- град Игнатиево (Варненска област), село Граф Игнатиево (Пловдивска област) – в чест на руския дипломат граф Николай Игнатиев
- село Калитиново (Старозагорска област) – в чест на подполковник Павел Калитин
- село Киреево (Видинска област) – в чест на капитан Николай Киреев
- село Орловец (Великотърновска област) – в чест на 36-ти пехотен Орловски полк
- села Скобелево (Ловешка област), Скобелево (Пловдивска област), Скобелево (Сливенска област), Скобелево (Старозагорска област), Скобелево (Хасковска област) – в чест на генерал Михаил Скобелев
- село Столетово (област Пловдив) и село Столетово (област Стара Загора)) – в чест на генерал Николай Столетов
- град Суворово (област Варна) – в чест на руския пълководец Александър Суворов (1748 – 1800)
- село Тотлебен (Плевенска област) – в чест на генерал Едуард Тотлебен
- село Церетелево (област Пловдив) – в чест на дипломата Алексей Церетели
- село Черкаски (област Монтана) – в чест на юриста Владимир Черкаски

### Селища в България, носили имена на руснаци и на руски военни части
- село Белево (област Варна) – селището съществува още през Втората българска държава, вероятно под името Крушево. През 16 век е преименувано от османската власт на Гебедже Богазъ, а към 18 век от името е останало само Гебедже. През 1882 г. селото е преименувано на Белево, в чест на 71-и пехотен Бельовски полк. През 1940 г. името е променено на Белослав;
- град Димово – от 1881 г. до 1936 г. селището носи името Александрово, в чест на руския император Александър II (Цар Освободител). През 1936 г. е преименувано за кратко на Влайково, в чест на писателя Тодор Влайков. След протести на местното население е преименувано отново на Княз Александрово. През 1951 г. селото (сега град) е преименувано на партизанския псевдоним „Димо“ на местния партизанин Живко Пуев;
- град Сталин – град Варна от 20 декември 1949 г. до 20 октомври 1956 носи името на генералния секретар на КПСС Йосиф Сталин;
- град Толбухин – град Добрич от 25 октомври 1949 г. до 19 септември 1990 г. носи името на съветския маршал Фьодор Толбухин. Регистрационните номера на МПС от област Добрич и до днес започват с буквите „ТХ“ – Толбухин.